# Real (film)
A Real  (japánul: Riaru: Kanzennaru sucsó rijú no hi; „Tökéletes nap a plezioszaurusznak”) 2013-ban készült tudományos fantasztikus japán film, Kuroszava Kijosi rendezésében és Szató Takeru, illetve Ajasze Haruka főszereplésével. Ez Kuroszava első játékfilmje a Tokió Szonáta (2008) után.
Inui Rokuro regénye alapján készült és 2013. június 1-jén mutatták be. Szerepelt a 2013-as Torontói Nemzetközi Filmfesztiválon, illetve a New York-i Filmfesztiválon is.

## Szereplők
- Szató Takeru, mint Fudzsita Kóicsi
- Ajasze Haruka, mint Kazu Acumi
- Nakatani Miki, mint Aihara Eiko
- Odagiri Dzsoe, mint Szavano
- Szometani Sóta, mint Takagi Singo
- Horibe Keiszuke, mint Jonemura
- Macusige Jutaka, mint Haruhiko
- Koizumi Kjoko, mint Makiko

## Cselekmény
|  | Alább a cselekmény részletei következnek! |

Elfojtott tudat és párhuzamos univerzumok. Egyik főhőse Acumi, egy manga rajzoló, aki elbűvöli olvasóit Roomi nevű groteszk sorozatával, ami egy sorozatgyilkos, találékony és egyben visszataszító gyilkosságairól szól. A határidő azonban egyre aggasztóbb számára, és ez az a pont, ahol öngyilkosságot követ el, melynek eredményeként kómaszerű állapotba kerül. A dr. Akihara felügyelete alatt álló Egészségügyi Központban, Acumi szerelmének Koicsinek lehetősége nyílik rá, hogy kapcsolatba lépjen vele, azáltal, hogy megpróbál a tudatalattijában egy telepatikus eljárás útján találkozni és beszélni vele, amit „érzékelés”-nek neveznek el. Acumi tudatalattijában egy pici lakásban találja magát a nővel, ahol ők maguk is laktak. A repedések a kapcsolatukban természetellenes események formájában öltenek testet, ezzel kezdődik a történet első hátborzongató momentuma. Koicsi valós életében pedig olyan fantom személyekről kezd hallucinálni, amelyekkel Acumi tudatalattijában találkozott, ezeknek az itteni megjelenése az „érzékelés” mellékhatásaként tudható be. Mivel Acumi tudatalattijában a manga sorozatának szereplői is jelen vannak, Koicsi ezeket is látni véli valós életében. A Kuroszava által lefestett kép egyfajta borongó, kissé rettegő irracionális kép, ahogy a tudatos és tudattalan világ átszivárog egy harmadik dologgá. A képek a városról absztrakt építészeti tervekhez hasonlítanak, az egész történet rejtélye pedig egy fiú megjelenésében csúcsosodik ki, aki követi Koicsit, szeme pedig sugárzik a rosszindulattól.
Eközben Koicsi és Acumi, a nő tudatalattijában visszatérnek Hikoné-be, a szigetre, ahol megismerkedtek és összebarátkoztak még gyermekkorukban, a múltbéli események pedig célozni kezdenek arra, hogy mi is kínozta Acumit egyfolytában. Utalások a karakter rossz lelkiismeretére, ismétlődő képek, végül mellbe vág egy nagy „leleplezés”, ami mindent a feje tetejére állít anélkül, hogy fokozná a drámaiságot. Eközben a különleges fiú személyazonosságának leleplezése is elhúzódni látszik.
|  | Itt a vége a cselekmény részletezésének! |

## A filmről
A Variety kritikái szerint Ajasze nem tud megtölteni energiával egy unalmas és nagyrészt passzív szerepet, sem pedig Szató, akinek egyszerű, mindenféle összetettségtől mentes karaktert kell megformáznia. Nakatani udvariassága mögött kifürkészhetetlen, de semmi sem jön elő rejtélyes mivoltából. Más remek színészek pedig, akik erősebb benyomásokat gyakoroltak más Kuroszava filmekben, lekorlátozódtak minden drámai érdeklődés nélküli funkcionális szerepekre.
Eric Kohn az IndieWire-től B osztályzatot adott a filmnek, azt mondta: „Míg a két főszereplő, elegendő kémiát is oszt meg ahhoz, hogy céltudatosan közvetítse a drámáját, ez aligha elegendő indok egy több, mint két órás utazásra. Maggie Lee-nek a Variety-től vegyes véleménye volt. Úgy jellemezte a filmet, mint amely legkevésbé sem felkavaró vagy elbűvölő. Habár az esztétika megőrzi a japán horrorrendező védjegyét kísérő minőséget, a cselekmények egymás utánijának U-vonala a pszicho-horrorból a gyermeki mesébe, váratlan és egyben kiábrándító. Boyd Van Hoeij a The Hollywood Reporter munkatársa dicsérte a gyártástervező, Simizu Takesi munkáját.